# Aubry de Montdidier
Pour les articles homonymes, voir Aubry et Montdidier.
Aubry de Montdidier, est un chevalier français.

## Légende

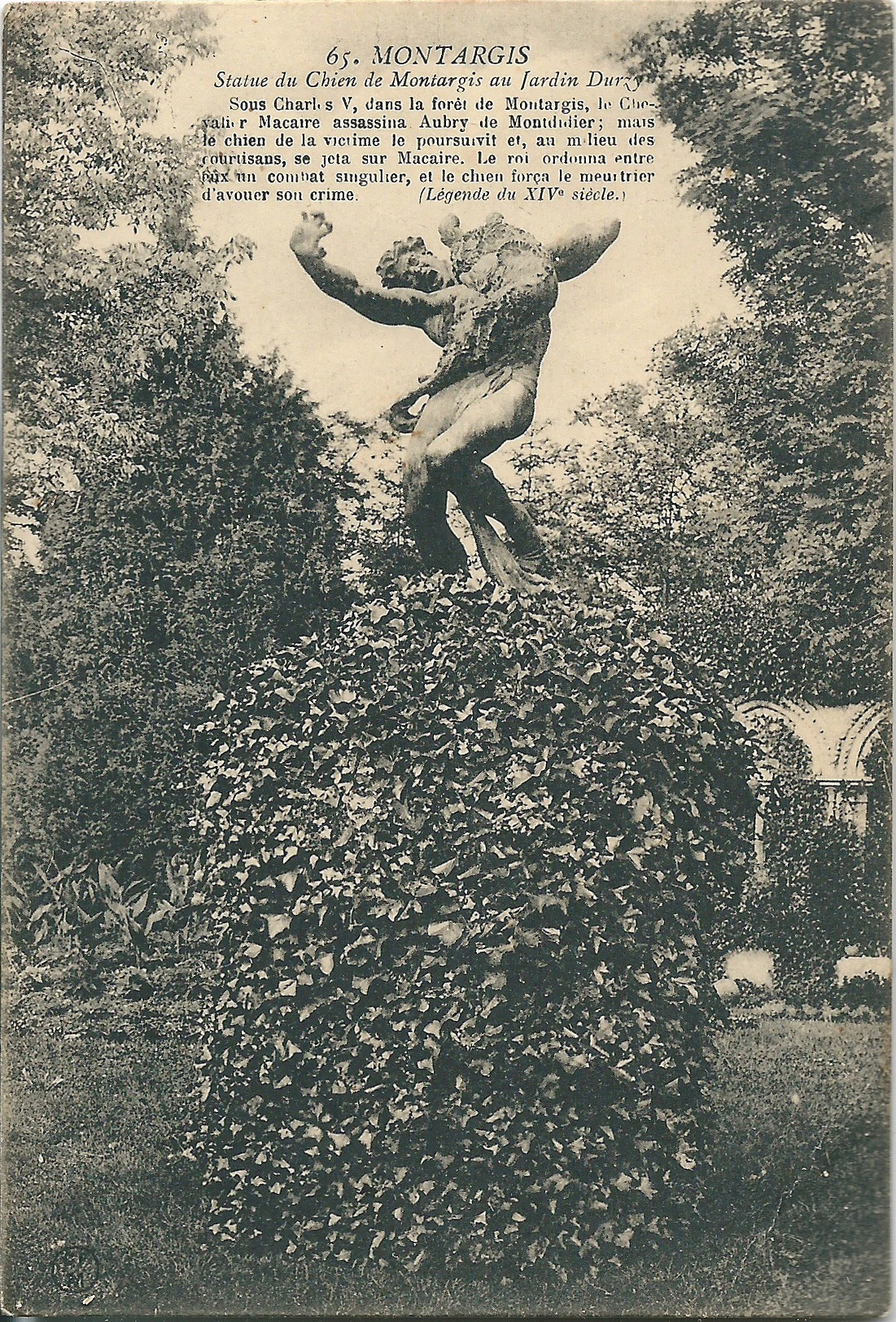
Statue du chien de Montargis au jardin Durzy.

Aubry de Montdidier est assassiné près de Montargis (ou bien, selon les versions, dans la forêt de Bondy), par un de ses compagnons d'armes, Richard de Macaire, qui l'enterre dans la forêt. Le chien d'Aubry est témoin de la scène, et est suivi par des habitants de Paris jusqu'au lieu du meurtre. Le corps d'Aubry de Montdidier est découvert dans la forêt et des funérailles sont organisées.
Le chien se jette sur Richard de Macaire dès qu'il le croise : le roi ordonne alors un combat en champ clos entre Macaire et le chien. Lors du duel, le chien saute à la gorge de Macaire, qui reconnaît son crime et est déclaré coupable. Il est exécuté par pendaison.
Bernard de Montfaucon place ce fait merveilleux en 1371, sous le règne du roi Charles V ; mais, s'il n'est pas de pure invention, il est bien antérieur, car mentionné dès le siècle précédent par le chroniqueur français Albéric de Trois-Fontaines[réf. nécessaire].

## En littérature

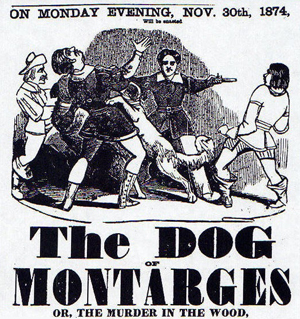
The dog of Montargis, 1874.

En France et en Allemagne, la poésie a mis en ballades cette légende adaptée au théâtre. Cette tradition met en scène les mœurs du Moyen Âge.
L'histoire existe en BD dans le magazine SPIROU (éditions Dupuis) n° 725 du 6 mars 1952 sous le titre les belles histoires de l'Oncle Paul "Le chien de Montargis" dessins de Michel Tacq (MiTacq). - Corrigé par Pierre Brands